# Cattedrali nella Repubblica del Congo
Questa è una lista delle cattedrali nella  Repubblica del Congo.

## Cattedrali cattoliche
| Cattedrale                        | Arcidiocesi o Diocesi       | Località     |
| --------------------------------- | --------------------------- | ------------ |
| Cattedrale del Sacro Cuore        | Arcidiocesi di Brazzaville  | Brazzaville  |
| Cattedrale di San Paolo           | Diocesi di Dolisie          | Dolisie      |
| Cattedrale di San Pio X           | Diocesi di Gamboma          | Gamboma      |
| Cattedrale di Nostra Signora      | Diocesi di Impfondo         | Impfondo     |
| Cattedrale di Santa Monica        | Diocesi di Kinkala          | Kinkala      |
| Cattedrale di San Luigi           | Diocesi di Nkayi            | Nkayi        |
| Cattedrale di San Pietro Claver   | Diocesi di Ouesso           | Ouésso       |
| Cattedrale di San Firmino         | Arcidiocesi di Owando       | Owando       |
| Cattedrale di San Pietro Apostolo | Arcidiocesi di Pointe-Noire | Pointe-Noire |

## Cattedrali ortodosse
| Cattedrale                                | Arcidiocesi o Diocesi                          | Località     |
| ----------------------------------------- | ---------------------------------------------- | ------------ |
| Cattedrale della Resurrezione del Signore | Diocesi ortodossa di Congo-Brazzaville e Gabon | Brazzaville  |
| Cattedrale di San Demetrio                | Diocesi ortodossa di Congo-Brazzaville e Gabon | Pointe-Noire |